# ألكسندر بوداكوف
ألكسندر بوداكوف (بالروسية: Александр Владимирович Будаков)‏ (10 فبراير 1985 بمغنيتاغورسك في روسيا - ) هو لاعب كرة قدم روسي في مركز حراسة المرمى. شارك مع منتخب روسيا الثاني لكرة القدم. أما مع النوادي، فقد لعب مع توربيدو موسكو وسيبير نوفوسيبيريسك ولوكوموتيف موسكو ونادي كريليا سوفيتوف سامارا ونادي كوبان كراسنودار وFC Isloch Minsk Raion ‏ وFC Chernomorets Novorossiysk ‏ وFC Vityaz Podolsk ‏ وسبارتاك نالتشيك ونادي خيمكي.

## وصلات خارجية
- ألكسندر بوداكوف على موقع قاعدة بيانات كرة القدم.إي يو (الإنجليزية)
- ألكسندر بوداكوف على موقع Soccerway.com (الإنجليزية)
- ألكسندر بوداكوف على موقع عالم كرة القدم.نت (الإنجليزية)